# 朱利叶斯·马莱马
朱利葉斯·塞洛·马莱马（英語：Julius Sello Malema，1981年3月3日—）是一名南非政治人物，南非極左翼政黨经济自由斗士的領袖。該黨由朱利葉斯·马莱马本人創立，於2013年7月成立。他曾在2008年至2012年期間擔任非洲人國民大會青年聯盟主席。马莱马從9歲開始就是非洲人國民大會的成員，直到2012年4月被驅逐出黨，當時他年僅31歲。他在南非的公共和政治生活中佔據著極具爭議的地位，他在支持非洲人國民大會主席以及後來的南非總統雅各布·祖馬時獲得顯著地位。祖馬和林波波省省長將他描述為南非的“未來領袖”。不太有利於他的肖像畫使马莱马成為一個“魯莽的民粹主義者”，有可能破壞南非的穩定並引發種族衝突。
2010年3月和2011年9月，马莱马再次因仇恨言論而被定罪。2011年11月，他被指控在非洲人國民大會內散播分裂非國大的種子，並在2010年5月被判處兩年緩刑，並被停職五年。2011年，他因唱《射殺布爾人》一曲（Dubula iBunu）而再次被法院以仇恨言論起訴，上訴之後遭到駁回，導致非洲人國民大會將其開除黨籍。
2012年，马莱马被指控欺詐、洗錢和敲詐勒索。在多次推遲之後，由於國家檢察機關的過度拖延，該案件於2015年被法院駁回，使人們認為指控是出於政治動機。然而，阿非利卡人權利組織阿非利論壇在2018年宣布，其將就腐敗指控對马莱马提起自訴。

## 個人生活
马莱马以其傑出的口才而聞名。2014年，马莱马與長年交往的女朋友在的故鄉塞斯赫戈正式結婚，在重裝維安保護下舉行了一場私人婚禮。

## 延伸閱讀
- Forde, Fiona.  Fully revised and updated. London: Portobello Books. 2012. ISBN 9781846274565.

## 外部連結
- Malema's Economic Freedom Fighters
- Julius Malema: Ready to remove Zuma government by force （页面存档备份，存于） - interview on Al Jazeera English (video, 25 mins)